# Kekwaboda
Un kekwaboda est un type de pirogue à balancier traditionnel, à double coque et voile austronésienne, utilisé sur les iles Trobriand sur la côte Est de Nouvelle-Guinée. C'est le plus petit type de pirogue des iles Trobriand, plus petit qu'un kemolu. Il est utilisé pour la pèche et des trajets limités en mer.